# Webová stránka

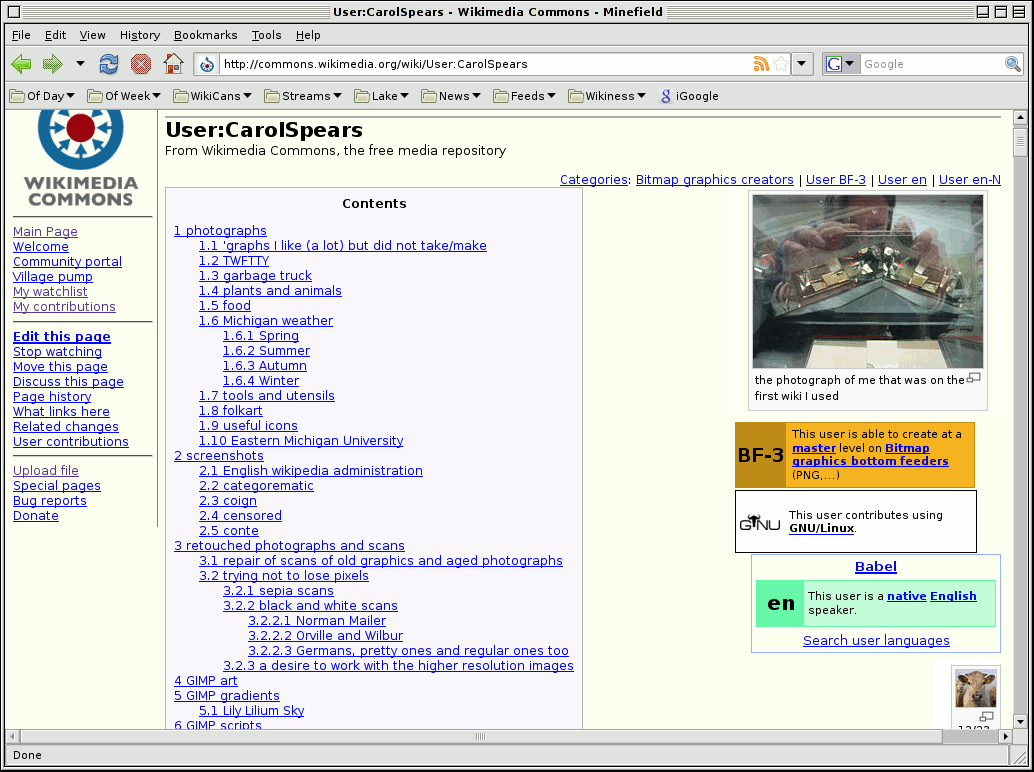
Příklad zobrazení webové stránky

Webová stránka je v informatice označení pro soubor dat zobrazovaný uživateli webovým prohlížečem. Webové stránky jsou součástí celosvětového WWW (laicky označovaného jako internet, i když WWW je jen jedna ze služeb dostupných na internetu) ve formě hypertextu. Hypertext umožňuje sloučit text a multimédia a zároveň propojit webové stránky hyperlinky (tj. odkazy), které po kliknutí uživateli zobrazí jiný obsah (jinou webovou stránku). Obecně tak můžeme webové stránky definovat jako skupinu WWW (World Wide Web) stránek, které obvykle obsahují vzájemně propojené hypertextové odkazy a jsou zpřístupněny online buďto jednotlivcem, společností, vzdělávací institucí, vládou, anebo organizací.

## Obsah
Webová stránka je vytvořena pomocí jazyka HTML (v textu neviditelné značky), jehož vzhled je definován kaskádovými styly (CSS), a který se může dynamicky měnit pomocí JavaScriptu (tzv. dynamická webová stránka). Webová stránka obsahuje kombinaci textu, grafického a multimediálního obsahu (obrázky, video, zvuk). V roce 2024 se pro tvorbu webových stránek využívá především CMS systémů. Nejznámější z nich je Wordpress, nebo Wix.

## Doručení obsahu
Webové stránky jsou v roce 2024 většinou přenášeny z webového serveru do webového prohlížeče pomocí zabezpečeného protokolu HTTPS (dříve byl používán nezabezpečený protokol HTTP), mohou být však uloženy i ve formě souborů na pevném disku uživatelova počítače.
Zobrazené webové stránky bývaly dříve hlavně statické (měly stále stejný obsah). V roce 2024 je většina stránek (např. zpravodajských webů, blogů, e-shopů ad.) dynamických (tj. jsou vytvářeny pro uživatele v daném časovém okamžiku na míru a dle jeho požadavků na webovém serveru na základě obsahu databáze). Některé stránky (např. webmail) jsou navíc po částech dynamicky měněny v prohlížeči pomocí JavaScriptu (což zlepšuje interakci s uživatelem), mj. pomocí technologie AJAX (Asynchronous JavaScript and XML).
Úspěšnost webových stránek záleží nejen na kvalitě technického a grafického zpracování, obsahu webu nebo aktuálnosti informací, ale také na síti kontaktů, které webové stránky sdružují. Čím více je webová stránka oblíbena na jiných webových stránkách, které na ni odkazují, tím lépe je web hodnocen vyhledávači a zařazován na vyšší pozice ve fulltextovém vyhledávání. V současné době je kladen maximální důraz na kvalitní a originální obsah webových stránek, který má potenciál uživatelům pomoci řešit jejich problémy.
Se zvyšováním kvality obsahu webových stránek prudce roste i energetická náročnost.